# Équipe de Tunisie de football en 2007
L'équipe de Tunisie de football participe en 2007 aux qualifications de la CAN 2008.

## Matchs
| Date             | Stade                                   | Adversaire          | Score | Comp | Buteurs tunisiens                      |
| 7 février 2007   | Rabat, Maroc                            | Maroc               | 1-1   | A    | Jemâa 64e                              |
| 24 mars 2007     | Victoria, Seychelles                    | Seychelles          | 0-3   | QCA  | Jemâa 13e 76e 81e                      |
| 2 juin 2007      | Stade olympique de Radès Radès, Tunisie | Seychelles          | 4-0   | QCA  | Jemâa 25e, Zaiem 41e 66e, Chermiti 81e |
| 16 juin 2007     | Stade olympique de Radès Radès, Tunisie | Maurice             | 2-0   | QCA  | Jemâa 40e, Nafti 50e                   |
| 22 août 2007     | Stade olympique de Radès Radès, Tunisie | Guinée              | 1-1   | A    | Mnari 21e                              |
| 9 septembre 2007 | Stade Al Merreikh Omdourman, Soudan     | Soudan              | 3-2   | QCA  | Moujahed 57e (csc), Santos 81e         |
| 17 octobre 2007  | Abou Dabi, Émirats arabes unis          | Émirats arabes unis | 0-1   | A    | Belaïd 28e                             |
| 17 novembre 2007 | Stade olympique de Radès Radès, Tunisie | Namibie             | 2-0   | A    | Yahia 57e, Jemâa 76e                   |
| 21 novembre 2007 | Stade Ernst Happel Vienne, Autriche     | Autriche            | 0-0   | A    |                                        |

## Source
- Mohamed Kilani, « Équipe de Tunisie : les rencontres internationales », Guide-Foot 2010-2011, éd. Imprimerie des Champs-Élysées, Tunis, 2010